# X-Men
 For alternative betydninger, se X-Men (flertydig). (Se også artikler, som begynder med X-Men)
X-Men, på dansk også kaldet Projekt X, er en amerikansk tegneserie udgivet af Marvel Comics, der omhandler en gruppe superhelte. Serien udgives også på dansk af forlaget Egmont.

## Gruppen X-Men
X-Men er en gruppe mutanter, der bruger deres individuelle overnaturlige evner til at bekæmpe forbrydere og superskurke. X-men bliver som regel også udsat for had og forfølgelse fra den omgivende verden.
Gruppens leder er professor Charles Xavier, også kaldet 'Professor X'. Xavier grundlagde X-Men som en skole for unge mutanter med særlige evner med en drøm om, at mutanter (Homo superior) og mennesker (Homo sapiens) kunne leve sammen.

### Medlemmer
Gennem tiden har bl.a. følgende været en del af X-men: Cyclops, Jean Grey, Wolverine, Ice man, Beast, Angel, Rogue og endog deres ærkefjende Magneto.

### Fjender
Blandt X-mens vigtigste fjender kan nævnes: Magneto, Apocalypse, Onslaught og Juggernaut.
De vigtigste superskurkegrupper i X-Men-universet er Brotherhood og Hellfire Club.

## Tolkning
X-Men er ofte blevet tolket som en socialpolitisk kommentar, hvor mutanterne er metaforer for religiøse og etniske minoriteter, som føler sig undertrykt. Professor X er i den sammenhæng blevet sammenlignet med afroamerikanske borgerrettighedsforkæmpere som Martin Luther King Jr. og Magneto med den mere militante Malcolm X.

## Udgivelser
X-Men udkom første gang på amerikansk i 1963. På dansk udkom serien første gang – under titlen X-Mændene – fra 1973-1974. Fra 1984-1998 udkom serien under navnet Projekt X og siden 1999 under den amerikanske titel X-Men. I oktober 2004 var Egmont Serieforlaget nået til dansk X-Men nummer 127.
Mutanten 'Wolverine' har også været udgivet på dansk som selvstændigt blad i 4 numre under titlen Jærven i 1996 og 12 numre under titlen Wolverine i 2001-2002, ligesom forlaget G. Floy Studios har udgivet album med ham.

## Andre medier
På trods af succesen som tegneserie gik der mange år, før X-men fik sin første TV-serie (en tegnefilm på Fox), og siden gik der også mange år,  før biograffilmen X-Men kom på tapetet (2000, 20th Century Fox). I 2003 fik den anden biograffilm med X-Men, X2, premiere, og i 2006 kom den tredje film, X-Men: The Last Stand. Senere fulgte en reboot af serien med X-Men: First Class (2011), X-Men: Days of Future Past (2014) og X-Men: Apocalypse (2016).